# Croydonský incident
Croydonský incident s kuřetem byla událost, k níž došlo v dubnu roku 1977 při koncertu velšského hudebníka a skladatele Johna Calea v anglickém Croydonu. Jeho původ byl v hádkách mezi Calem a jedním z tehdejších členů jeho kapely, americkým bubeníkem Joem Stefkem. Samotný incident spočíval v tom, že Cale při závěrečné písni koncertu utnul hlavu v té době již zabitému kuřeti. Stefko byl vegetariánem, stejně jako baskytarista kapely Mike Visceglia. Oba z Caleovy doprovodné skupiny ihned po koncertu odešli (další dva členové, tedy kytarista Ritchie Fliegler a klávesista Bruce Brody, zůstali). Po letech se události dostalo kultovního statusu.

## Pozadí
Již na začátku evropského turné měl Cale problémy s bubeníkem Joem Stefkem. Podle kytaristy Chrise Speddinga, bývalého člena Caleovy kapely, měli členové kapely po příjezdu z USA do Anglie dlouhé vlasy a pro místní punkovou scénu byli nevhodně oblečeni. Cale je tedy požádal, aby se nechali ostříhat, s čímž sice souhlasil kytarista Ritchie Fliegler, avšak Stefko odmítal. Přestože si Cale se Stefkem byli do té doby velmi blízcí, Cale si od té chvíle začal hledat záminky, jak jej rozčílit. Jeho snaha dosáhla vrcholu během cesty z Birminghamu, kde měli 23. dubna 1977 koncert, do Londýna. Cale donutil tour manažera, který řídil dodávku, v níž při turné cestovali, zastavit u farmy, kolem které právě projížděli. Manažer odešel na farmu, zatímco Stefko, který byl vegetariánem, od Calea vyzvídal důvody. Později zastavili u dalších farem, u poslední na farmu odešel sám Cale a vrátil se s živým kuřetem, které dal do bedny a uložil do zavazadlového prostoru dodávky. Ani nyní se Stefko nedočkal vysvětlení, stejně jako později v hotelu. Stefko prohlásil, že jestli chce kuřeti provést něco nekalého, nechce s tím mít nic společného. Cale mu pouze řekl, ať mu důvěřuje, že se chce jen bavit.

## Popis
Toho dne, 24. dubna 1977, kapela hrála v sále The Greyhound v jiholondýnském Croydonu. Celý koncert probíhal bez problémů a Stefko tedy usoudil, že je vše v pořádku a není se čeho obávat. I se zahájením závěrečné písně, kterou byla coververze skladby „Heartbreak Hotel“ od Elvise Presleyho, bylo vše v pořádku. Již před koncertem se však Cale za zády kapely domluvil s roadiem, aby mu během kytarového sóla v písni „Heartbreak Hotel“ po podlaze poslal kuře na dřevěném tácu. Na pódiu měl schovaný sekáček na maso, který si zakoupil nedlouho předtím během turné v Německu. Následně chvíli zpíval a po slovech „I could die“ (mohl bych zemřít) položil kuře na podlahu (předtím jej držel v rukou) a utnul mu hlavu. Hlavu hodil do publika a zbytkem těla začal máchat kolem, přičemž z jeho krku stříkalo značné množství krve. Když tělo kuřete přilétlo na bicí soupravu, Stefko okamžitě přestal hrát, zahodil paličky a opustil pódium. V tu chvíli nastal v sále naprostý chaos, který byl ještě umocněn tím, že zvukař (Stefkův kamarád) zesílil hlasitost zvuku naplno a všude byla slyšet zpětná vazba. Cale šel za Stefkem do zákulisí, vynadal mu za nedovolený odchod a snažil se jej donutit jít zpět a dokončit vystoupení. Tvrdil, že kuře bylo mrtvé již předtím, než mu na pódiu usekl hlavu, avšak Stefko nepolevil.

## Následky
Incident měl kromě Joea Stefka značný vliv i na členy publika, kteří najednou strnuli a přestali tančit (slam-dance). Calea rovněž překvapilo, že tito lidé z punkové generace, kteří na sobě měli řetězy a kožené oblečení, byli z události tak vyděšeni. Z Caleovy strany to byla částečně také zkouška těchto lidí, o nichž věděl, že kromě řetězů, koženého oblečení a obliby slam-tancování mají rádi házení věcí na pódium a „pseudonásilí“. Při odchodu ze sálu lidé podle Calea do hlavy kopali, aby ji dostali zpět k pódiu. Později to označil za „božský pocit lidské interakce“. Když již byl Stefko v hotelu, požádal promotéra turné Milese Copelanda a Caleovu manažerku Jane Friedman o lístek zpět domů do Spojených států amerických a řekl, že kapelu opouští. Copeland mu letenku odmítl dát s tím, že musí dokončit turné. Kapelu opustil tak jako tak, stejně jako baskytarista Mike Visceglia. Zůstali jen Ritchie Fliegler s klávesistou Brucem Brodym. Cale později prohlásil, že to kapele vysvětlil jako „poctu Colonelu Sandersovi“. Cale ihned zavolal Speddingovi s žádostí o doporučení nového bubeníka a baskytaristy. Dočasnými náhradníky se zanedlouho stali baskytarista Jimmy Bain a bubeník Peter Lawson. Incident se stal inspirací pro Caleovu píseň „Chickenshit“, která vyšla v září 1977 na EP nazvaném Animal Justice. Zpětně Cale incident popsal jako „nejefektivnější ukončení koncertu, s jakým jsem kdy přišel“. Později jej rovněž označil za velké „uvolnění stresu“. Stefko po mnoha letech řekl, že Calea od té doby několikrát potkal a ve výsledku se spolu celé události zasmáli.
Časopis Q incident zařadil do článku „Rock stars go crazy“ (45. pozice).